# Rufus S. Bratton
Pour les articles homonymes, voir Bratton.

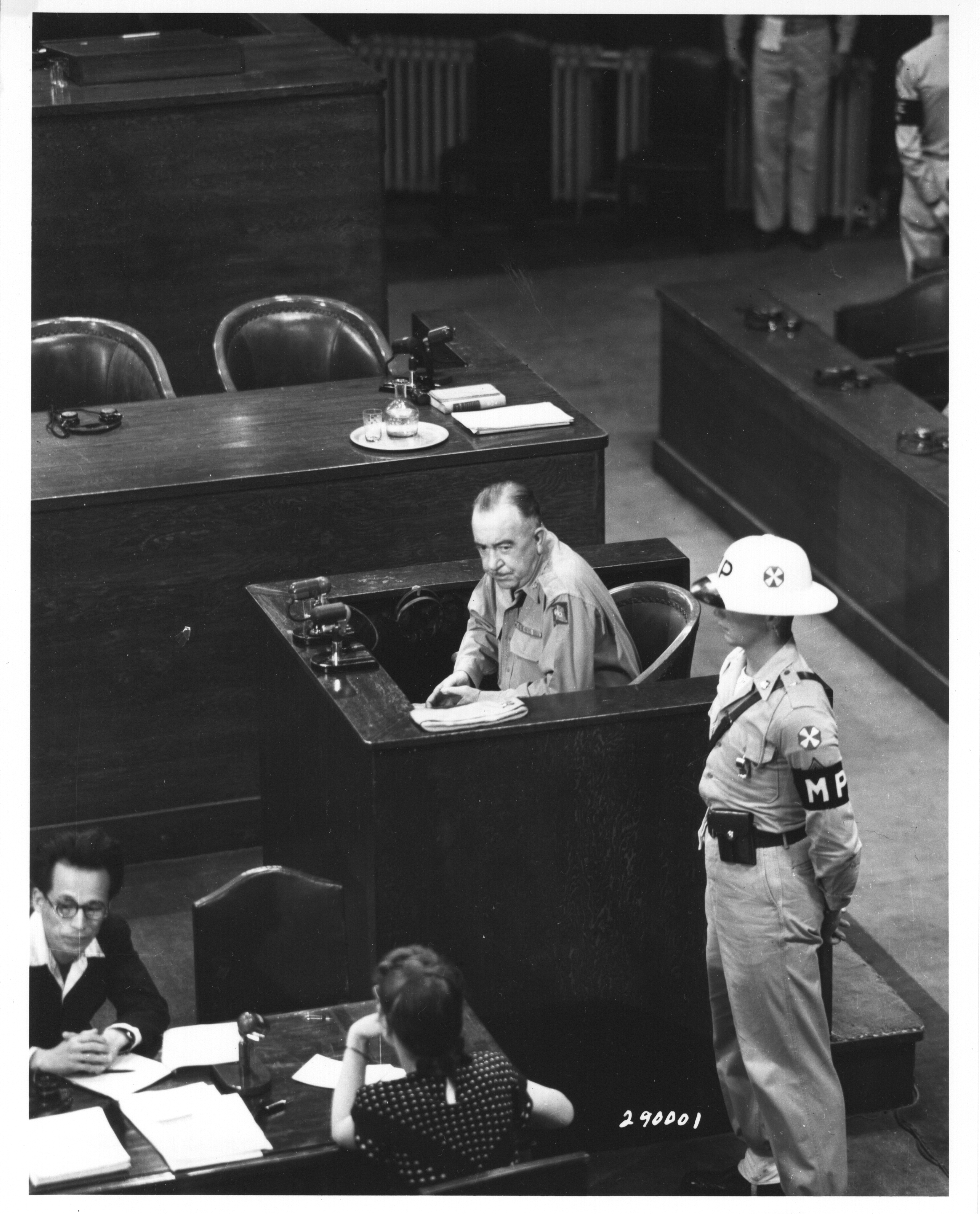

Rufus Sumter Bratton (5 septembre 1892 - 19 mars 1958) est un militaire américain, chef de la Section d'Extrême-Orient de la Direction du renseignement militaire (G2) dans le département de la guerre en décembre 1941, quand les États-Unis sont entrés dans la Seconde Guerre mondiale.

## Carrière avant décembre 1941
Bratton fut diplômé de West Point en 1914 et a été affecté à Oahu comme lieutenant dans le 1st Infantery Regiment, où il a servi jusqu'à ce que le régiment soit revenu aux États-Unis en 1917. En 1919, il retourna à West Point en tant qu'instructeur jusqu'à son affectation à Fort Benning pour enseigner les fantassins. Bratton était lui-même un membre de l'infanterie.
De 1922 à 1924, il apprit le japonais comme élève officier au Japon, pour être ensuite attaché militaire à Tokyo. En 1926, il devint un chef de bataillon du 45th Regiment of the Philippine Scouts, puis retourna en Amérique pour aller à l'École d'état-major à Fort Leavenworth en 1929. Il retourna au Japon en 1931 et a fréquenté l'Université Impériale Japonaise de la Guerre. L'année suivante, il devint attaché militaire à l'ambassade américaine.
Bratton revint du Japon en 1934 pour un nouveau poste de commandement de bataillon ; il prit ses fonctions en 1935. Son nouveau bataillon faisait partie du 7th Infantery Regiment et était basé à Fort Vancouver. Son commandement prit fin à la fin de 1936 et il passa les six mois suivant à suivre des cours à l'université de l'Idaho sur la science et la tactique militaire.
Au début de 1937, il est nommé au ministère de la guerre en tant que membre de la Direction du renseignement militaire de l'état-major général de l'armée chargé de l'Extrême-Orient et en particulier du Japon. À ce titre de chef de la Section d'Extrême-Orient, le colonel Bratton a été l'un des rares hommes, militaires ou civils, à avoir accès à la machine dite cryptanalyse pour lutter contre les codes secrets japonais.

## Le 7 décembre 1941
Bratton a été l'un des premiers officiers à recevoir la section finale intercepté de la partie Quatorze message qui annonçait la rupture des relations diplomatiques avec le Japon tôt le matin du 7 décembre. Bratton se souviendra plus tard le traitement de cette interception que, militairement parlant, sans importance, car il fait peu cas de ce qui était déjà connu des intentions japonaises pour une attaque vers l'Asie du Sud-Est. Peu de temps après, vers 9h00, un deuxième message lui a été apporté, révélant que le gouvernement japonais avait charger l'ambassadeur Kichisaburo Nomura pour livrer le message à 13 heures (heure de la côte Est) cet après-midi. Il estimait que l'attaque frénétique présumée japonais aurait lieu peu après 13h00 heure locale. Immédiatement il commença à tenter de communiquer avec ses deux supérieurs et autres membres de l'état-major. Son premier appel, très tôt après 09h00 fut pour le chef d'état-major  George C. Marshall à Fort Myer, mais Marshall faisait sa promenade matinale à cheval, il laissa un message urgent pour Marshall et téléphona au Chef Adjoint d'état-major chargé du renseignement, le brigadier général Sherman Miles, qui se précipita à son bureau et y arriva juste après 10h00
Peu de temps après l'arrivée de Miles, le général Marshall appela de Fort Myer. Bratton lui expliqua l'urgence du message, mais pour des raisons de sécurité n'a pas abordé explicitement son contenu. Le colonel offrit de se rendre à Fort Myer avec une copie, mais Marshall lui dit qu'il revenait à son bureau. Marshall dit à Bratton qu'il le rejoigne au Ministère de la Guerre, mais il fallut 75 minutes pour y arriver, et il arriva à 11h25.
À 11 h 25, Bratton et Miles présentèrent à Marshall la partie Quatorze message et le message d'échéance ultérieure. Ils furent bientôt rejoints dans le bureau de Marshall par le brigadier général Leonard T. Gerow, chef des plans de guerre de division, et le colonel Charles Bundy, chef des plans de guerre de groupe. À la lecture de l'expédition Marshall s'est rendu compte que les japonais voulaient une action hostile contre certaines installations américaines dans le Pacifique au moment ou peu après 13 h 00, et a décidé que toutes les commandes du Pacifique, y compris Hawaï doivent être avertis, bien qu'il fût pensé que les Philippines et la Thaïlande étaient des cibles plus probables. Bratton pris le message d'avertissement codé de Marshall et le livra aux Centre des messages du ministère de la Guerre. Alors que les Philippines et la zone du canal de Panama reçurent l'avertissement par radio, de mauvaises conditions atmosphériques ont bloqué les communications par radio avec Hawaï et l'avertissement a été envoyé par télégramme. Au moment où le message d'avertissement a été livré, l'attaque était déjà en cours.

## Représentation fictive
Dans le film Tora ! Tora ! Tora ! en 1970, le rôle de Bratton fut joué par E. G. Marshall. Le film le montre convoqué par le lieutenant commander Alvin D. Kramer de la Naval Intelligency. Nous voyons Bratton lire une transcription japonaise surnommé "Magic", comme il s'agit d'une machine à décrypter le nom de code fut "Purple". Plus tard dans le film, parce que les messages affluent, Bratton est convaincu que les Japonais sont sur le point d'attaquer Pearl Harbor, mais il n'est pas sûr exactement quand l'attaque aura lieu, pensant qu'elle va venir le dimanche avant le 7 septembre. Le film montre les efforts futiles de Bratton et Kramer pour alerter leurs supérieurs qu'une attaque est imminente, dans la nuit du 6 décembre et le matin du 7.